# Castalia (éditeur)
 (avril 2024).
Si vous disposez d'ouvrages ou d'articles de référence ou si vous connaissez des sites web de qualité traitant du thème abordé ici, merci de compléter l'article en donnant les références utiles à sa vérifiabilité et en les liant à la section « Notes et références ».
Pour les articles homonymes, voir Castalia.
Castalia est une maison d'édition espagnole fondée en 1946 et spécialisé dans des éditions annotées de classiques des littératures espagnole et hispano-américaine. Il s'agit d'un des principaux acteurs de ce marché avec Cátedra.